# Vishnu

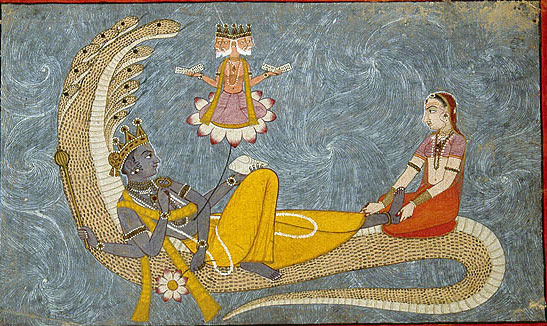
Vishnu auf der Schlange Shesha im Urmeer.
Gemahlin Lakshmi massiert als Verehrungsgeste seine Füße, während aus seinem Nabel, auf einer Lotosblüte sitzend, der vierköpfige Schöpfer Brahma erscheint.

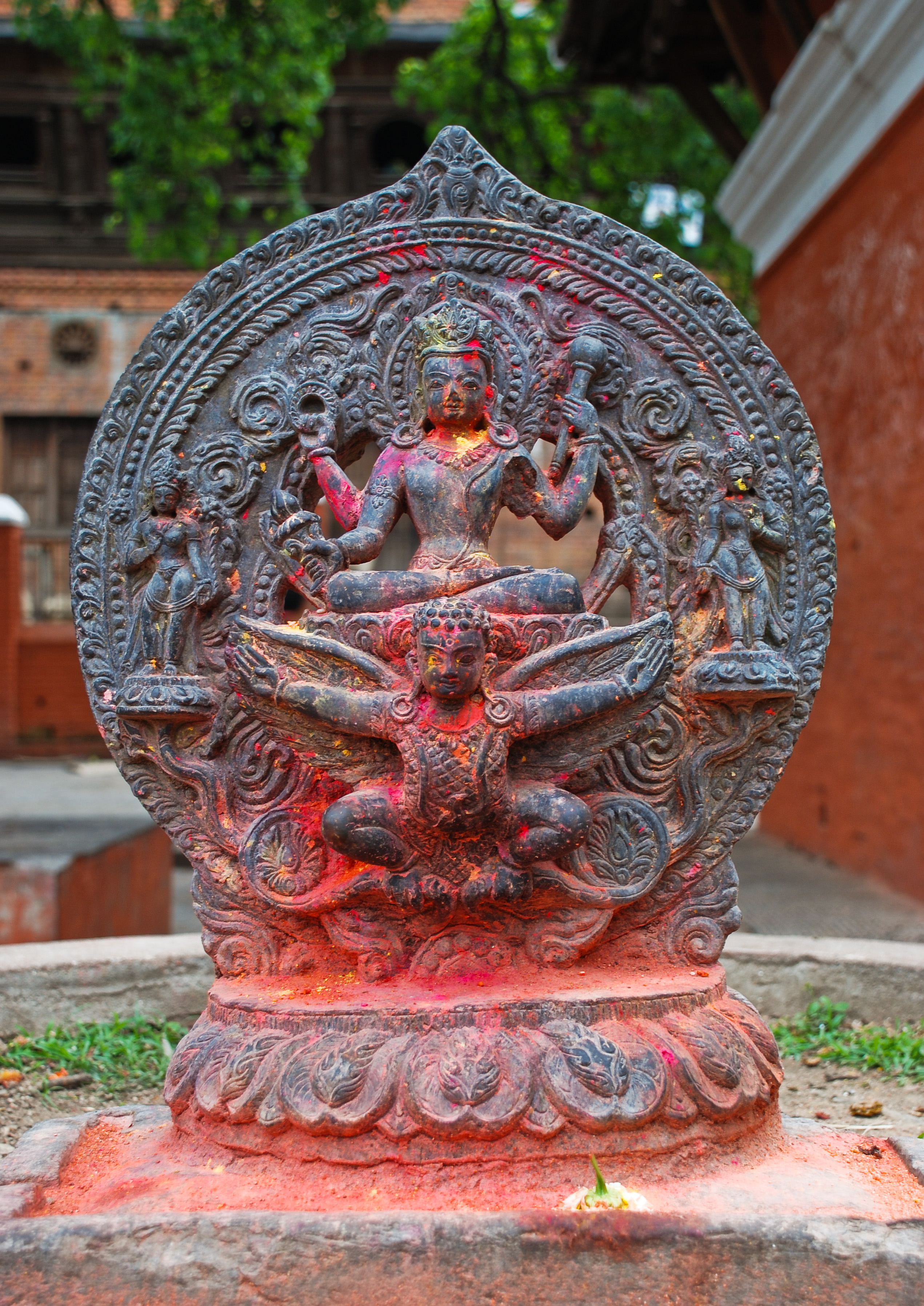
Vishnu auf Garuda reitend (Skulptur in Lalitpur, Nepal)

Vishnu (Sanskrit विष्णु Viṣṇu, Etymologie unklar) ist eine der wichtigsten Formen des Göttlichen im Hinduismus und kommt bereits in den Veden vor. Im Vishnuismus gilt er als alleinige Manifestation des Höchsten. Seine Shakti, die weiblich gedachte Seite des Göttlichen, ist Lakshmi, die als seine Gattin gilt.
Mehrere Puranas berichten über Vishnu, seine Inkarnationen sind unter anderem im Bhagavatapurana angeführt.

## Geschichte
Vishnu war zunächst eine vedische Gottheit, auch wenn er früher im Vergleich zu heute eher einen untergeordneten Rang einnahm. Im Rigveda erscheint er vor allem als ein Gott mit kosmischer Bedeutung, denn ursprünglich war er wohl ein Gott der Sonne, des Lichtes und der Wärme, der die Zeit in Bewegung setzte, das Universum durchdrang und den Raum ausmaß. Er zählte zu den Adityas, den Söhnen der Göttin Aditi, die teilweise auch als seine Frau galt. Der Rigveda erwähnt mehrfach Vishnus wichtige Rolle beim Opfer; er war hauptsächlich ein Gott der Rituale und wird auch als Zentrum und Säule des Universums verehrt. Ebenso wachte er über die Opferpfeiler der Tiere. In drei Schritten (trivikrama) als Symbol für Aufgang, Höchststand und Untergang der Sonne, maß er als Zwergengestalt, der zu einem Riesen heranwuchs, den gesamten Raum aus, nahm alle drei Welten (triloka) in Besitz und machte sie für Menschen und Götter bewohnbar. Diese Zwergengestalt (Vamana) wurde später zum fünften Avatara des Vishnu im heutigen Hinduismus. Mit der Entwicklung der vedischen Epoche machte der Gott Vishnu eine gewaltige Entwicklung durch. Neben dem Gott Rudra gehört er zu den großen Aufsteigern des Hinduismus. Im Laufe der Zeit übernahm er immer mehr den klassischen Aufgabenbereich Indras als Kämpfer gegen die „Dämonen“ und als Erhalter der Welt.

## Trimurti
Vishnu ist Teil der Trimurti, einer im Hinduismus sehr bekannten Konzeption der „drei Gestalten“. Diese besteht aus drei Aspekten des Göttlichen, die mit den fundamentalen Prinzipien bzw. Kräften des Kosmos in Verbindung stehen:
- Schöpfung: Brahma
- Erhaltung: Vishnu
- Zerstörung: Shiva

In der Dreiheit sind die Aufgaben verteilt: Vishnu ist die göttliche Form der Erhaltung, da er den Dharma im Sinne einer gerechten kosmologischen und menschlichen Ordnung erhält und zu diesem Zweck immer wieder als Tier oder Mensch inkarniert. Shiva dagegen zerstört und löst auf, um einen Neuanfang zu ermöglichen, während Brahma für die Schöpfung zuständig ist. Im Trimurti-Konzept gehen diese gegensätzlichen Werte eine einander ergänzende Verbindung ein. Außerhalb dieser Trimurti jedoch vereinen sowohl Vishnu als auch Shiva alle drei Aspekte in sich. Auch Vishnu kann zerstörend wirken: Die Wurfscheibe (chakram), eines seiner vier Symbole, setzt er als zerstörerische Waffe ein.
Auch Shiva enthält außerhalb der Dreiheit alle Aspekte. Für jene Gläubigen, die ihn als den Höchsten verehren, die Shivaiten, gilt er auch als Retter, als „der Gütige“, wie sein Name sagt. Eine göttliche Form, die die Aspekte von Vishnu und Shiva vereinigt, ist Harihara.

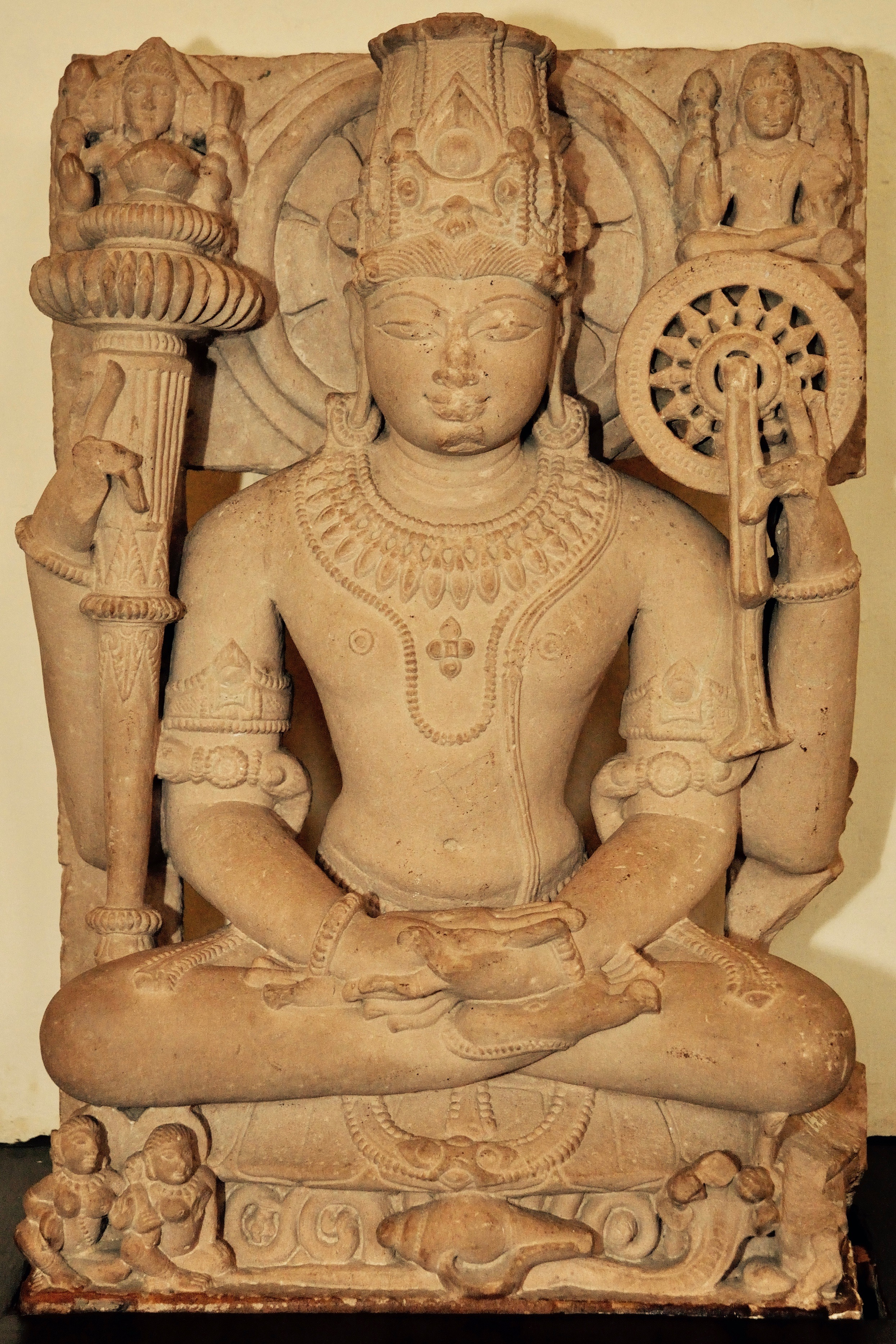
Meditierender Vishnu mit Keule (gada) und Wurfscheibe (chakra)

## Darstellung
Vishnu wird üblicherweise mit vier Insignien dargestellt, die er in seinen vier Händen hält:
- Wurfscheibe (Chakra), die im Verlauf einer Schlacht auf die Feinde geschleudert wird
- Schneckenhorn (shankha), auf dem er bei verschiedenen Anlässen bläst
- Lotosblüte (padma), u. a. das Symbol der Weisheit und Reinheit, weil sie auch im schmutzigsten Teich strahlend rein ist
- Keule (gada), mit der er Asuras bekämpft.

Sonstiges
- Auf seinem Kopf trägt Vishnu eine topfartige Krone.
- Sein Reittier (vahana) ist der halb mensch-, halb adlergestaltige Garuda.
- In vielen Darstellungen ruht er als Narayana auf der kosmischen Schlange Ananta oder Shesha.

## Andere Namen
Vishnu trägt verschiedene – ursprünglich meist regionale – Beinamen; die wichtigsten bzw. geläufigsten sind:
- Bhagavan (Erhabener)
- Hari (der {Übel oder Sünde} fortnimmt; in Verbindung mit Shiva wird Hari zu Harihara)
- Jagannath (Herr der Welt, Oriya)
- Mohini (weibliche Form Vishnus)
- Narayana (aus dem Wasser Kommender)
- Vaikuntha (Herr des Paradieses)
- Vasudeva (Gott des Gedeihens)
- Venkateswara (Name Vishnus in Tirupati)
- Vishvarupa (Allgestaltiger)[5]

Im tamilischen Bereich trägt Vishnu auch die Namen Mayon („der Dunkle“), Tirumal („der erlauchte Große“), Perumal („der Große“) oder Ranganatha („Herr der Welt“). Der Name „Vishnu“ taucht in der ältesten Literatur (Sangam-Korpus) kein einziges Mal auf und scheint im Tamilischen erst mit dem zunehmenden Einfluss des brahmanisch geprägten Hinduismus in der zweiten Hälfte des 1. Jahrtausends n. Chr. als Bezeichnung für diese Form des Göttlichen in Gebrauch gekommen zu sein.

## Zehn Avataras

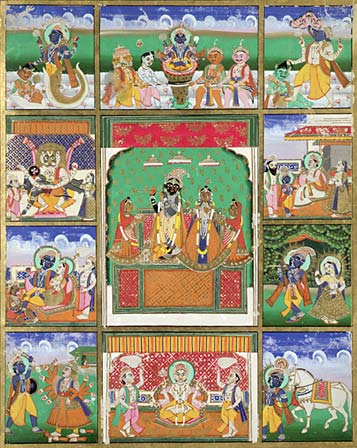
Die zehn Avatare Vishnus

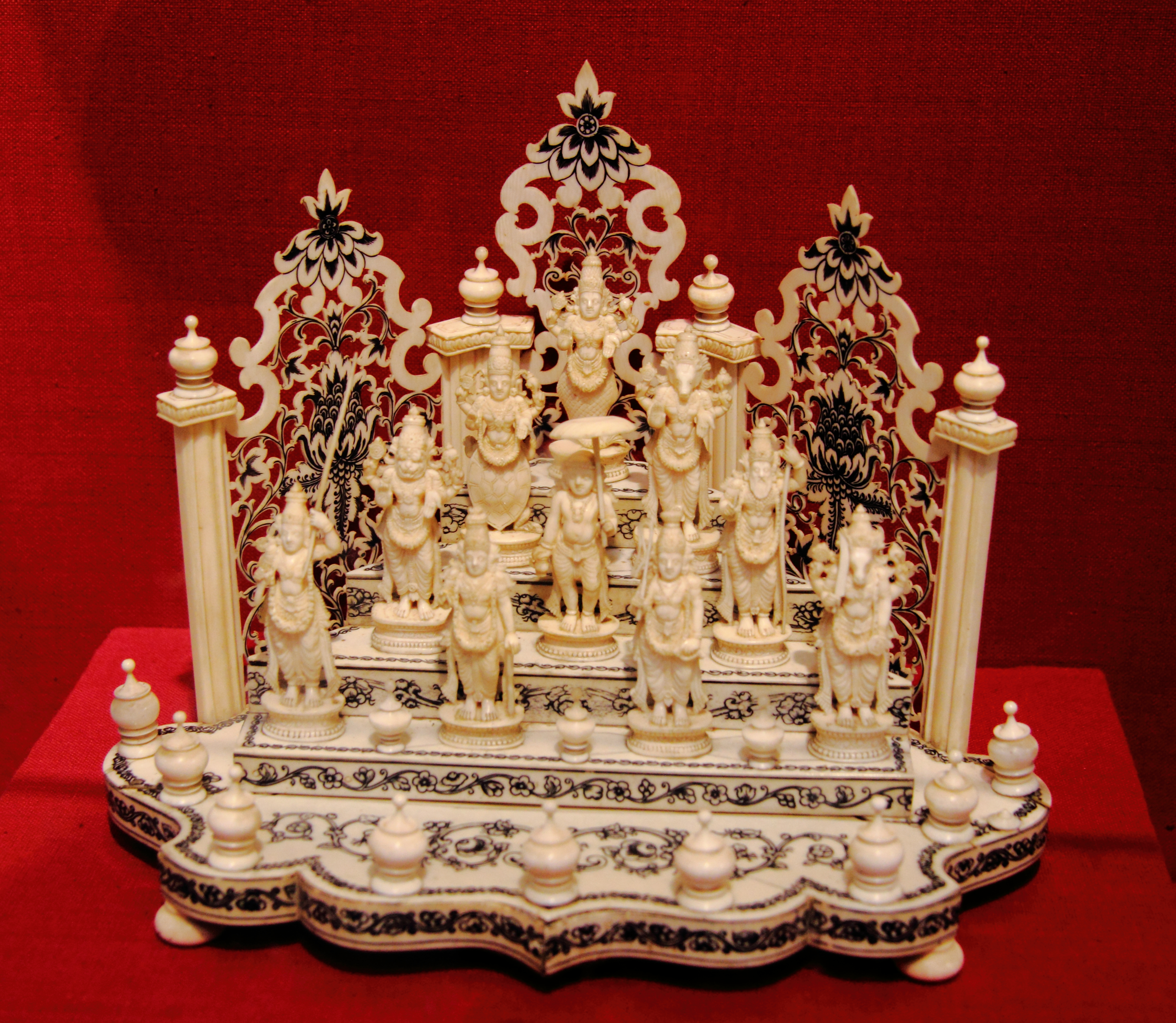
Die zehn Avatare Vishnus. Elfenbeinschnitzerei, Südindien, spätes 18. Jahrhundert

Vishnu zeigt sich in einer Vielzahl von Manifestationen. Um den Dharma im Sinne einer gerechten kosmologischen und menschlichen Ordnung zu schützen, inkarniert er sich immer, wenn die Weltordnung (Dharma) ins Schwanken zu geraten droht, auf der Erde. Diese Inkarnationen werden Avataras genannt. Die zehn Avataras (Dashavatara) sind:
1. Matsya – Fisch, zieht in der großen Flut die Arche
2. Kurma – Schildkröte, trägt den Berg Mandara beim Quirlen des Milchozeans auf ihrem Panzer
3. Varaha – Rieseneber, rettet die Erde in Gestalt der Göttin Bhudevi aus dem Urozean
4. Narasimha – Mann mit Löwenkopf, tötet den Dämon Hiranyakashipu
5. Vamana – Zwerg, wächst zum Riesen heran und misst mit drei Schritten die Welt aus
6. Parashurama – „Rama mit der Axt“, Vishnu in Menschengestalt als Rächer eines Brahmanenmordes
7. Rama – der Held des Epos Ramayana, nicht mit der 6. Inkarnation identisch
8. Krishna – „der Schwarze“, Verkünder der Bhagavad Gita
9. Buddha – manchmal auch Balarama, der Bruder Krishnas
10. Kalki – zukünftige Inkarnation Vishnus als Reiter auf dem Pferd, der den Dharma wiederherstellt[6]

Die bekanntesten und bedeutendsten Avataras sind Rama (Prinz von Ayodhya und Held des Epos Ramayana) sowie Krishna.
In den Texten über Vishnus zehnten Avatar Kalki heißt es, er werde am Ende des Kali-Yuga erscheinen, um die Welt zu reinigen.
Die Kette der Inkarnationen lässt sich auch als metaphorische Evolutionserzählung lesen, die eine Entwicklung über verschiedene Stufen vom Fisch über Landtiere und Mischwesen zu Heldenfiguren und spirituellen Erlösungsgestalten symbolisiert und damit Theorien der menschlichen Entwicklung repräsentiert, die im Rahmen hinduistischer Psychologie bedeutsam werden.